# Hookeriopsis ptari-tepuiensis
Hookeriopsis ptari-tepuiensis är en bladmossart som beskrevs av Edwin Bunting Bartram 1951. Hookeriopsis ptari-tepuiensis ingår i släktet Hookeriopsis och familjen Hookeriaceae. Inga underarter finns listade i Catalogue of Life.